# Романовка (Идринский район)
Романово — село в Идринском районе Красноярского края, административный центр Романовского сельсовета.

## География
Находится примерно в 39 километрах по прямой на север от районного центра села Идринское.

## Климат
Климат резко — континентальный с холодной зимой и жарким летом, суровый, с большими годовыми и суточными амплитудами температуры. Максимальная высота снежного покрова 46 см. Среднемесячная температура января −21,1 ºС, июля +18,4 ºС. Продолжительность безморозного периода составляет 100 дней. Средняя дата последнего заморозка — 29 мая, первого заморозка — 7 сентября. Вегетационный период (с температурами выше +5ºС) длится 157 дней. Годовая сумма осадков составляет 387 мм, причем большая ее часть выпадает в теплый период года (81 % от годовой суммы).

## История
Село известно с 1898 года. Первоначальное название Чухарево (по имени основателя) держалось до 1900 года. В советское время работали колхоз «Луч света», совхоз «Романовский» (до 1993 года).

## Население
| 2010 |
| ---- |
| 314  |

Постоянное население составляло 425 человек в 2002 году (99 % русские).

## Инфраструктура
В селе работают средняя школа, почта, фельдшерско-акушерский пункт, дом культуры.